# 衛勳
衛勲（？年—1595年），原名衛之教，字崇之，號檢吾，南直隶苏州府吴县民籍常熟县塔前人。明朝政治人物。

## 生平
苏州府学生，隆庆四年（1570年）中庚午科應天鄉試舉人，萬曆十七年（1589年）成己丑科三甲第一名進士，禮部觀政，六月授中書舍人，二十一年升任工部都水司员外郎，到杭州征稅，二十三年因父親逝世回鄉，不久去世。

## 家族
曾祖衛栻。祖父衛俸，县丞。父衛文臣，监生。